# Prosper Mérimée
Prosper Mérimée (Parijs, 28 september 1803 - Cannes, 23 september 1870) was een Frans auteur, historicus en archeoloog. Hij was de grondlegger van het systeem van monumentenzorg in Frankrijk. Een van zijn novellen vormt de basis voor de opera Carmen.

## Leven

### Jeugd
Prosper Mérimée werd geboren in Parijs in een burgerfamilie als zoon van Léonor Mérimée en Anne-Louise Moreau, die beiden schilderden. Zijn vader was tekenleraar aan de École polytechnique en werd later levenslang secretaris van de École des Beaux Arts. Ook Mérimées moeder onderwees tekenen. Zij was bovendien de kleindochter van Mme Jeanne-Marie Leprince de Beaumont, de auteur van De Schone en het Beest. Mérimée werd niet gedoopt en zou zijn hele leven atheïst blijven.
Mérimées ouders hadden een rijke culturele achtergrond, maar engageerden zich niet in de nieuwe kunststromingen van de negentiende eeuw. De familie leefde een gecultiveerd leven met een burgerlijke smaak en zeden. Er kwamen vaak vele Franse en Engelse artiesten over de vloer. Het gezin was niet uitgesproken welgesteld, maar leidde toch een vrij comfortabel en kalm leven.
Hij volgde les aan het Lycée Napoléon (dat later het Lycée Henri IV zou worden) en kwam zo in contact met de kinderen van de Parijse elite. In 1819 begon hij rechten te studeren om zo in de voetstappen van zijn grootvader, François Mérimée, te treden, die een belangrijk advocaat was aan het parlement van Rouen en ook intendant was van de maarschalk de Broglie. In hetzelfde jaar werd Mérimée omwille van een zwak gestel vrijgesteld van legerdienst. In 1830 werd hij echter toch ingelijfd bij de Nationale Garde.
Hoewel zijn familie niet echt vooraanstaand was, frequenteerde Mérimée vanaf 1820 toch de grote literaire salons, geholpen door de connecties van zijn ouders en zijn eigen belangrijke relaties die hij op school had aangeknoopt. Zo bezocht hij het salon van Mme Récamier en bouwde hij een reputatie op als graag geziene gast. Hij ontmoette zo Eugène Delacroix en Dominique Ingres en knoopte een vriendschap aan met de twintig jaar oudere Stendhal.
Hij maakte in die tijd ook verscheidene buitenlandse reizen, o. a. naar Engeland en Spanje. Met Engeland had hij via zijn moeder een band, omdat Mérimées grootmoeder daar 17 jaar had geleefd. Zijn eerste reis naar Engeland maakte hij in 1826. Spanje bezocht hij voor de eerste maal in 1830, maar het land fascineerde hem allang daarvoor, zoals blijkt uit zijn vroege literaire productie. Het was trouwens tijdens een van zijn reizen naar Spanje dat hij kennis maakte met Mme de Montijo, de moeder van de toekomstige keizerin Eugénie. Mérimée zou met haar tot zijn dood blijven corresponderen.
Tot 1831, toen hij in dienst trad bij de Staat, oefende hij enkel het beroep van schrijver uit. Hij debuteerde in 1825 met Le Théâtre de Clara Gazul. In de daaropvolgende jaren verschenen o. a. La Guzla ou choix de poésies illyriques (1827), La Famille Carjaval, drame (1828), Le Chronique du règne de Charles IX (1829) en Mateo Falcone (1829), een van zijn eerste novellen.

### Staatsdienst

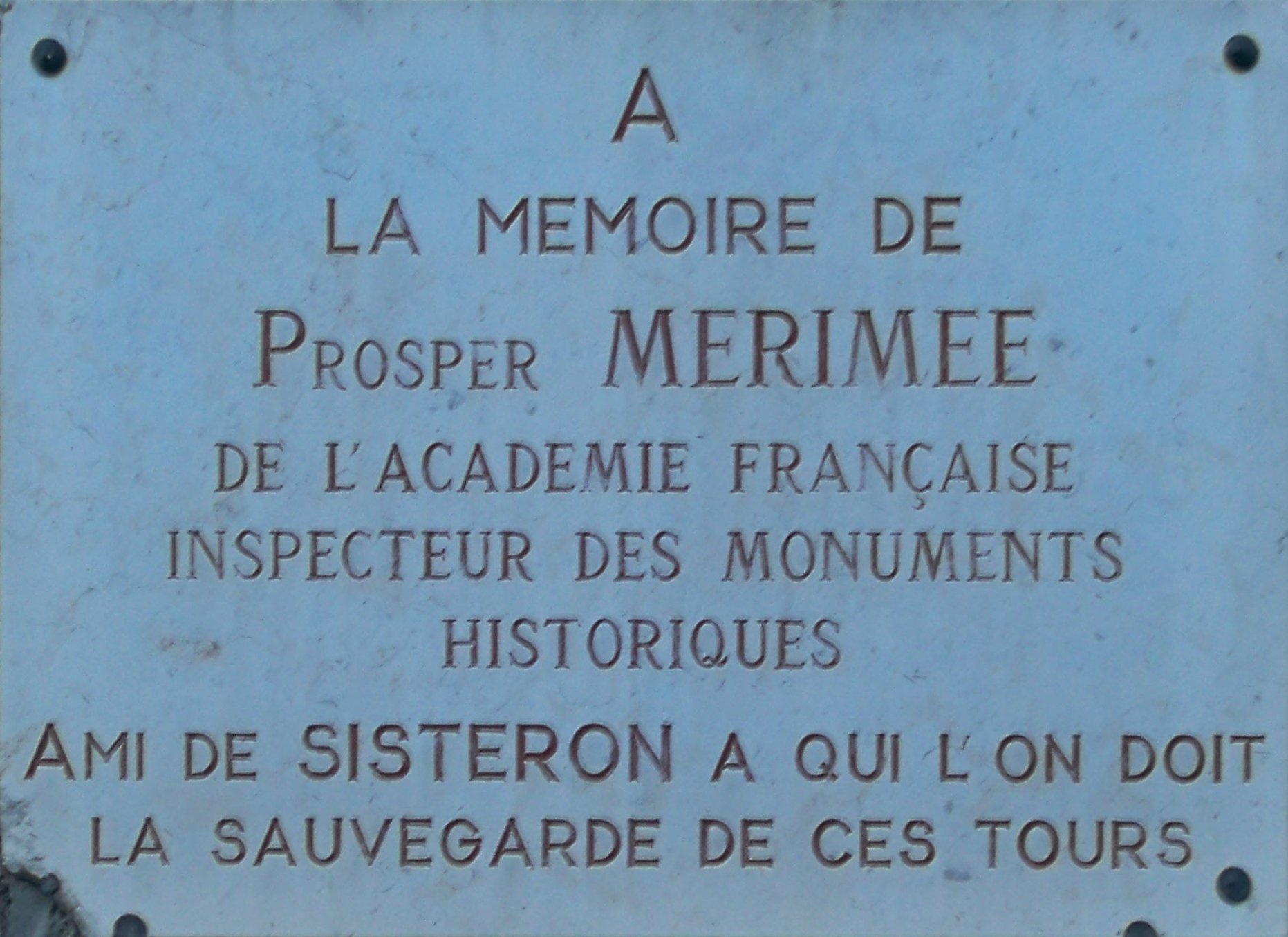
Plaquette in Sisteron ter ere van zijn werk als inspecteur van historische monumenten

Tijdens Mérimées reis in Spanje vond in Frankrijk de Julirevolutie (1830) plaats. Tijdens de Restauratieperiode had Mérimée nog een overheidsbaan geweigerd, maar nu, onder de burgerkoning Lodewijk Filips I van Frankrijk, solliciteerde hij actief naar een baan, omdat zijn liberalisme meer met deze staatsvorm strookte. In 1831 werd Mérimée benoemd tot bureauchef van het algemeen secretariaat van de marine en vervolgens kabinetschef van de minister van Handel, die hij later zou volgen naar Binnenlandse Zaken. In 1832 werd hij belast met het uitvoeren van maatregelen om de cholera-epidemie te bestrijden.
In 1834 werd Mérimée benoemd tot inspecteur van historische monumenten in Frankrijk en hij bleef in functie tot 1853. Deze functie was pas in 1830 gecreëerd. Mérimée beschikte over weinig financiële middelen maar maakte volop gebruik van zijn naam en invloed. In deze hoedanigheid maakte hij vele reizen door Frankrijk en schreef onvermoeid prefecten, burgemeesters, pastoors en wetenschappelijke genootschappen aan. Zo wist hij vele gebouwen van de ondergang te redden, zoals de basiliek van Vézelay, de citadel van Carcassonne, de omwalling van Avignon en de Pont du Gard. Hij omringde zich met architecten gespecialiseerd in restauratie, zoals Eugène Viollet-le-Duc. Toch onderkende hij ook het gevaar van overdreven restauratie. De Franse databank voor historische monumenten werd naar hem Base Mérimée genoemd.

### Literaire productie en stilte
Tijdens deze periode bleef Mérimée schrijven, hoewel zijn literaire productie meer gespreid was in de tijd. Zijn bekendste novellen dateren uit deze periode: La Vénus d’Ille (1837), Colomba (1840) en Carmen (1845). Hij interesseerde zich ook voor geschiedkundige studies: Etudes sur l’histoire romaine en Essai sur la guerre sociale (1841) en het monumentale Don Pèdre Ier, roi de Castille (1847-1848). In 1844 werd Mérimée verkozen tot de Académie française, als opvolger van Charles Nodier.
In 1846 stopte Mérimée gedurende twintig jaar met schrijven. Dit kan misschien te wijten zijn aan de vervreemding van zijn maîtresse Valentine Delessert, een dame die een van de belangrijkste Parijse salons hield. Zij hadden gedurende een tijd een relatie, die gekend was door de hele Parijse beau monde, behalve Valentines man.
Mérimée was iemand die zijn vrienden niet in de steek liet. Hij verdedigde zijn vriend Guillaume Libri, die ervan beschuldigd werd kostbare boeken te hebben gestolen uit de bibliotheken die hij werd geacht te inspecteren. Mérimée zou zijn vriend, ondanks het overweldigende bewijs, tot het einde toe verdedigen, iets wat hem na het publiceren van een artikel zelfs een boete en een gevangenisstraf van twee weken opleverde wegens smaad aan de magistratuur.
Hij maakte in de jaren veertig en vijftig ook verscheidene reizen, die bij Mérimée altijd het nuttige koppelden aan het interessante. Zo bezocht hij in 1836 en 1846 het Rijnland, in 1851 Holland (dat hem niet echt kon boeien, behalve de schilderijen van Rembrandt), in 1854, 1855 en 1858 Centraal-Europa, en verder nog Italië in 1839. In 1841 bezocht hij Griekenland en Klein-Azië.

### De ommezwaai van 1848
Tijdens de revolutie van 1848 hielp Mérimée Gabriel Delessert, die toen Prefect bij de politie was, en zijn vrouw Valentine te ontsnappen naar Engeland. Mérimée werd, samen met Valentines broer, Léon de Laborde, door de tijdelijke regering aangesteld om te waken over de kunstvoorwerpen van de Tuilerieën.
Uiteindelijk steunde Mérimée het Tweede Franse Keizerrijk, in belangrijke mate omdat keizer Napoleon III huwde met Eugénie de Montijo, een meisje dat hij sinds haar kindertijd kende en had zien opgroeien. Eugénie beantwoordde de vriendschap van Mérimée door de keizer aan te sporen hem hoge functies toe te kennen, waaronder de leiding over de archieven van het Keizerrijk. Mérimée weigerde echter pertinent, omdat hij zijn onafhankelijkheid wenste te behouden. Uiteindelijk aanvaardde Mérimée, onder druk van Mme de Montijo, een zetel in de Senaat. Hij werd tot senator benoemd in 1853. Dit zorgde echter meteen ook voor een vervreemding met vele van zijn voormalige liberale vrienden. Mérimée aanvaardde zijn post als senator op voorwaarde dat hij zijn betrekking als inspecteur van de historische monumenten mocht behouden. Later zou hij door zijn verslechterende gezondheid echter meer en meer werk moeten delegeren.
Mérimée bleef in het begin vrij wantrouwig tegenover de nieuwe keizer, maar geleidelijk aan wist deze Mérimées sympathie te winnen. Toen de keizer begon aan zijn Histoire de Jules César, deed Mérimée voor hem opzoekingswerk. Mérimée werd een vertrouweling aan het hof en organiseerde zelfs meerdere evenementen, maar uiteindelijk begon dat leven met zijn rijkelijke diners, late bedtijden en lange wandelingen hem te vervelen. Ook de intellectuele mediocriteit van het hof vormde een negatief punt voor hem. In zijn correspondentie becommentarieerde Mérimée meermaals dit weinig uitdagende hofleven.
Mérimée werd uiteindelijk ook belast met de leiding van de commissie die de reorganisatie van de keizerlijke bibliotheek tot doel had. Daartoe paste hij het Engelse model toe, zoals die werd gebruikt in de British Library, waar zijn vriend Antonio Panizzi hoofd was. Mérimée zetelde in nog verscheidene andere commissies, vooral om de verveling die hij aan het hof beleefde tegen te gaan. Al zijn werk leverde hem in 1852 een benoeming op in het Franse Legioen van Eer, en in 1866 een bevordering tot Grootofficier in dezelfde orde.

### Mérimée, auteur
Na 1846 schreef Mérimée geen literaire werken meer. De literaire leemte werd echter opgevuld door geschiedschrijving. Mérimée verdiepte zich in het Russisch en publiceerde studies over de Russische geschiedenis, zoals Épisode de l'histoire de Russie. Les Faux Démétrius (1853), Les Cosaques d'autrefois (1865) en Histoire du règne de Pierre le Grand (1864, 1867-68).
Mérimée nam de draad van het schrijven van fictie weer op in 1866, met het kleine satirische verhaal La chambre bleue. In 1869 verscheen zijn laatste grote novelle, Lokis en in 1870 – postuum – de exotische droom Djoûmane.
Mérimées briefwisseling uit deze periode toonde echter zijn onbegrip aan voor de schrijvers van de nieuwe generatie, zoals Gustave Flaubert en Charles Baudelaire.

### Zijn beroemd dictee
In 1857 verzoekt de keizerin Eugénie hem een dictee te schrijven om het Hof te onderhouden.
Napoleon III maakte 75 fouten, Alexandre Dumas fils had er 24, maar de zoon Metternich maakte slechts 3  fouten!
Het Dictee van Mérimée is nog steeds een klassieker in het Franstalig onderwijs.

### Levenseinde
Vanaf 1856 bracht Mérimée, op aanraden van zijn dokters, zijn winters door aan de Côte d'Azur (Nice en Cannes) om zijn ademhalingsproblemen te verzachten. Zijn toestand verslechterde echter doorheen de jaren. Mérimée overleed uiteindelijk in 1870. Hij werd begraven op het Engelse kerkhof van Cannes. Het jaar daarop, op 23 mei 1871, brandde zijn voormalige huis te Parijs (52, rue de Lille) volledig af, waarbij al zijn manuscripten, brieven en boeken in vlammen opgingen.

## Literaire betekenis
Mérimées stijl vertoont zowel romantische als realistische trekken. Het genre waarin Mérimée voornamelijk uitblinkt is de novelle, waarin hij vaak de lezer wil verrassen en choqueren. Al van in het begin van zijn literaire carrière zette hij de lezer op de verkeerde voet. Mérimées eerste werk was Le Théâtre de Clara Gazul, zelf geschreven, maar waarvan hij beweerde dat het oorspronkelijk was geschreven door een Spaanse actrice en dat hij het uit het Spaans had vertaald. Ook zijn tweede werk, La Guzla, berust op dezelfde doelbewuste verwarring. Het gaat hier over een dichtbundel met Illyrische gedichten geschreven door een zekere Hyacinthe Malglanowitch. De gedichten zijn echter van Mérimées hand en de titel is duidelijk een anagram van Gazul.
Zijn eerste novelle kwam er in 1829 met L’Enlèvement de la Redoute. Daarop volgden o. a. Mateo Falcone (1829-30), Les Ames du Purgatoire (1834), La Vénus d’Ille (1837), Colomba (1840) en wellicht zijn meest bekende, Carmen (1845). In al deze verhalen, net als in zijn eerste literaire werk, domineert het fantastische, dat wordt gekarakteriseerd door de twijfel of het verhaal waar is of niet. De twijfel wordt nog vergroot omdat Mérimée zijn verhalen in een realistisch, objectief kader plaatst. Men kan bijvoorbeeld het fantastische thema van de weerwolf terugvinden in zijn novelle Lokis. Zijn novelles bevatten soms ook elementen uit legendes (vb. Le Vase étrusque).
Ook zijn kennis van de oudheid, die Mérimée onder andere wist te gebruiken voor zijn werk als inspecteur van de historische monumenten, vinden we terug in zijn novellen, vb. La Vénus d’Ille. De vele reizen die hij ondernam komen ook terug in zijn werk: Mateo Falcone en Colomba (Corsica), Carmen (Spanje). In deze novellen ziet men vaak een tragisch thema opduiken: de held van het verhaal lijkt bezeten te zijn door een vrouw, duivel of tovenares.
Mérimée werd beïnvloed door de historische fictie van Sir Walter Scott en door de wreedheid in de psychologische drama's van Aleksandr Poesjkin.

## Mérimée en zijn tijdgenoten

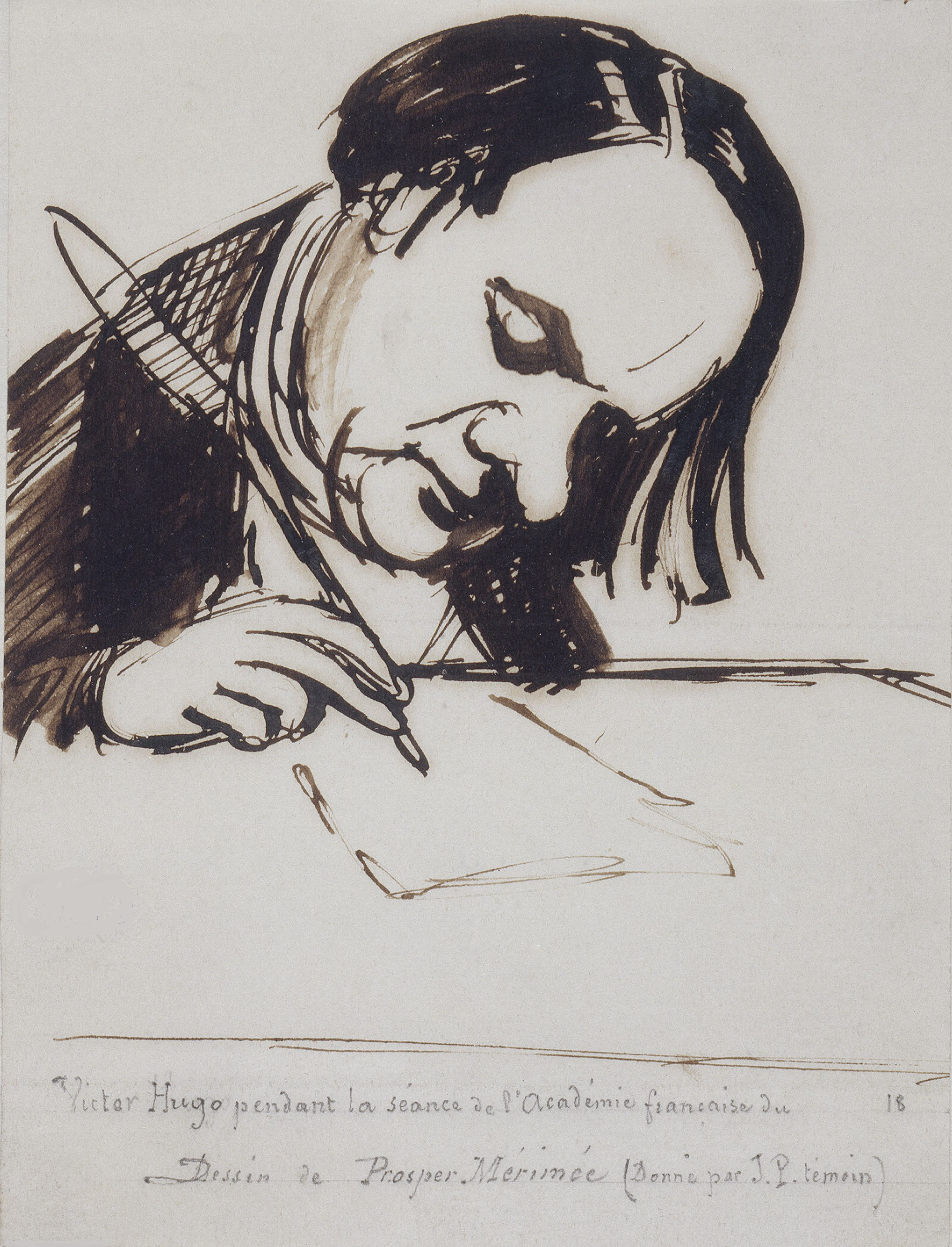
Victor Hugo tijdens een zitting van de Académie française, tekening van Mérimée

Mérimée verkeerde vanaf de jaren 1820 in de mondaine kringen van het Parijse leven en bezocht vaak de vele salons. Hij knoopte er nieuwe vriendschappen aan, onder andere met de twintig jaar oudere schrijver Stendhal, die hij voor het eerst ontmoette in 1822. Ook Sainte-Beuve, Alfred de Musset, Eugène Delacroix, Ludovic Vitet en Sutton Sharpe behoorden tot zijn vriendenkring. De goede verstandhouding met Stendhal verminderde echter op het einde van de jaren 1830, nadat ze samen een reis naar Italië hadden gemaakt.
Tijdens zijn reizen naar Spanje maakte hij kennis met de ouders van de latere Franse keizerin Eugénie, die net als Mérimée liberale ideeën hadden. Mérimée kende Eugénie van kindsbeen af en koesterde heel zijn leven een grote sympathie voor haar. Door haar huwelijk met Napoleon III werd Mérimée een populaire persoon aan het hof, hoewel hij steeds met een zekere graad van wantrouwen tegenover de keizer stond.
Mérimée verdiepte zich ook in het Russisch en vertaalde de werken van Russische schrijvers zoals Aleksandr Poesjkin, Nikolaj Gogol en die van zijn vriend Ivan Toergenjev, met wie hij een correspondentie onderhield. Verder publiceerde hij ook verscheidene artikelen en essays over de Russische geschiedenis en literatuur.

## Invloed
- Carmen is ongetwijfeld de succesvolste novelle van Mérimée. Georges Bizet baseerde zich op het verhaal voor zijn opera Carmen.
- Het verhaal van Carmen heeft ook zijn weg gevonden naar de film, bij filmregisseurs zoals Cecil B. DeMille (Carmen, 1915), Charles Chaplin, Jacques Feyder, Otto Preminger (Carmen Jones, 1954), Carlos Saura (Carmen, 1983) en Peter Brook (La Tragédie de Carmen, 1983). Zelfs in Nederland werd het stuk verfilmd als Een Carmen van het Noorden in 1919, met Annie Bos in de hoofdrol, in 2009 wordt er een verfilming gemaakt met Tygo Gernandt in de hoofdrol.

## Werken
- Le Théâtre de Clara Gazul (1825)
- La Guzla (1827)
- La Jacquerie (1828)
- La Famille de Carjaval (1828)
- La Chronique du règne de Charles IX (1829)
- Mateo Falcone, Vision de Charles IX, L'Enlèvement de la Redoute, Tamango, La partie de Trictrac in La Revue de Paris (1829-1830)
- Mosaïque (1833) - korte verhalen
- La Double Méprise (1833)
- Notes de voyages (1835-40) - een beschrijving van zijn reizen naar Griekenland, Spanje, Turkije en Frankrijk
- Les Ames du Purgatoire (1834)
- La Vénus d'Ille (1837)
- Colomba (1840) - een van zijn bekendste novellen
- Arsène Guillot (1844)
- Carmen (1845-1846) - de bekende novelle waarop de opera van Georges Bizet (1875) is gebaseerd
- L'Abbé Aubin (1846)
- Lokis (1869)
- La Chambre bleue (1872)
- Lettres à une inconnue (1874) - een verzameling brieven van Mérimée aan Jenny Dacquin, gepubliceerd na zijn dood